# Leichtathletik-Europameisterschaften 1969/400 m der Frauen

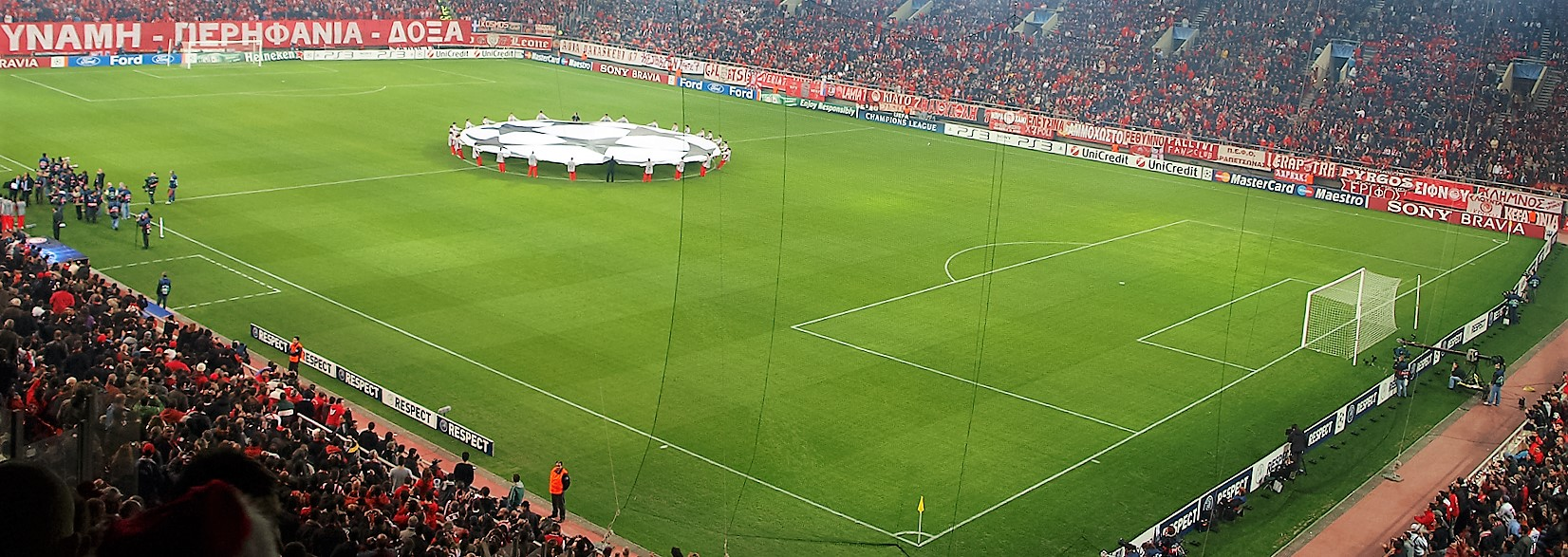
Das Karaiskakis-Stadion im Jahr 2009

Der 400-Meter-Lauf der Frauen bei den Leichtathletik-Europameisterschaften 1969 wurde vom 16. bis 18. September 1969 im Athener Karaiskakis-Stadion ausgetragen.
In diesem Wettbewerb gab es einen Doppelsieg für die französischen Läuferinnen. Europameisterin wurde Nicole Duclos, die zeitgleich und überraschend vor der Olympiasiegerin von 1968 Colette Besson gewann. Beide Athletinnen stellten einen neuen Weltrekord auf. Bronze mit neuem Landesrekord ging an die Österreicherin Maria Sykora.

## Rekorde

### Bestehende Rekorde
| Weltrekord           | 51,9 s | Shin Kim-dan   | Pjöngjang, Nordkorea                         | 23. Oktober 1962  |
| Europarekord         | 52,0 s | Colette Besson | OS Mexiko-Stadt, Mexiko                      | 16. Oktober 1968  |
| Europarekord         | 52,0 s | Nicole Duclos  | Stuttgart, BR Deutschland, heute Deutschland | 31. Juli 1969     |
| Meisterschaftsrekord | 52,9 s | Anna Chmelková | EM Budapest, Ungarn                          | 1. September 1966 |

### Rekordverbesserungen
Der bestehende EM-Rekord wurde verbessert. Darüber hinaus gab es zwei Weltrekorde und zwei Landesrekorde.
- Meisterschaftsrekorde:
  - 51,7 s – Nicole Duclos (Frankreich), Finale am 18. September (Platz eins)
  - 51,7 s – Colette Besson (Frankreich), Finale am 18. September (Platz zwei)
- Weltrekorde:
  - 51,7 s – Nicole Duclos (Frankreich), Finale am 18. September (Platz eins)
  - 51,7 s – Colette Besson (Frankreich), Finale am 18. September (Platz zwei)
- Landesrekorde:
  - 53,0 s – Maria Sykora (Österreich), Finale am 18. September
  - 53,1 s – Hannelore Middeke (DDR), Finale am 18. September

## Vorrunde
16. September 1969, 19.10 Uhr
Die Vorrunde wurde in vier Läufen durchgeführt. Die ersten vier Athletinnen pro Lauf – hellblau unterlegt – qualifizierten sich für das Halbfinale.
In den beiden Vorläufen zwei und drei starteten jeweils fünf Teilnehmerinnen. Wieso die Veranstalter im ersten Rennen sechs und im vierten Lauf vier Athletinnen antreten ließen, ist kaum nachvollziehbar. So schieden im ersten Vorlauf zwei Sportlerinnen aus, während im vierten Vorlauf alle Starterinnen im Schongang laufen konnten, weil sie bei Erreichen des Ziels automatisch für die nächste Runde qualifiziert waren.

### Vorlauf 1
| Platz | Name              | Nation         | Zeit (s) |
| ----- | ----------------- | -------------- | -------- |
| 1     | Nicole Duclos     | Frankreich     | 53,2     |
| 2     | Karin Lundgren    | Schweden       | 54,5     |
| 3     | Donata Govoni     | Italien        | 54,6     |
| 4     | Rosemary Stirling | Großbritannien | 54,7     |
| 5     | Anna Dundare      | Sowjetunion    | 55,2     |

### Vorlauf 2
| Platz | Name              | Nation         | Zeit (s) |
| ----- | ----------------- | -------------- | -------- |
| 1     | Colette Besson    | Frankreich     | 52,1     |
| 2     | Maria Sykora      | Österreich     | 53,6     |
| 3     | Janet Simpson     | Großbritannien | 54,1     |
| 4     | Hannelore Middeke | DDR            | 54,2     |
| 5     | Elisabeth Randerz | Schweden       | 55,5     |
| 6     | Eeva Haimi        | Finnland       | 55,8     |

### Vorlauf 3
| Platz | Name                 | Nation         | Zeit (s) |
| ----- | -------------------- | -------------- | -------- |
| 1     | Jennifer Pawsey      | Großbritannien | 54,8     |
| 2     | Éliane Jacq          | Frankreich     | 54,8     |
| 3     | Olga Klein           | Sowjetunion    | 55,0     |
| 4     | Krystyna Hryniewicka | Polen          | 55,4     |
| 5     | Birgitte Jennes      | Dänemark       | 55,5     |

### Vorlauf 4
| Platz | Name                  | Nation      | Zeit (s) |
| ----- | --------------------- | ----------- | -------- |
| 1     | Taissija Kowalewskaja | Sowjetunion | 55,0     |
| 2     | Berit Berthelsen      | Norwegen    | 55,2     |
| 3     | Uschi Meyer           | Schweiz     | 55,5     |
| 4     | Elżbieta Skowrońska   | Polen       | 55,6     |

## Halbfinale
17. September 1969, 17.40 Uhr
In den beiden Halbfinalläufen qualifizierten sich die jeweils ersten vier Athletinnen – hellblau unterlegt – für das Finale.

### Lauf 1
| Platz | Name                  | Nation         | Zeit (s) |
| ----- | --------------------- | -------------- | -------- |
| 1     | Colette Besson        | Frankreich     | 52,2     |
| 2     | Hannelore Middeke     | DDR            | 53,3     |
| 3     | Janet Simpson         | Großbritannien | 53,6     |
| 4     | Donata Govoni         | Italien        | 53,7     |
| 5     | Taissija Kowalewskaja | Sowjetunion    | 54,1     |
| 6     | Jennifer Pawsey       | Großbritannien | 54,8     |
| 7     | Elżbieta Skowrońska   | Polen          | 55,3     |
| DNS   | Berit Berthelsen      | Norwegen       |          |

### Lauf 2
| Platz | Name                 | Nation         | Zeit (s) |
| ----- | -------------------- | -------------- | -------- |
| 1     | Maria Sykora         | Österreich     | 53,2     |
| 2     | Nicole Duclos        | Frankreich     | 53,2     |
| 3     | Karin Lundgren       | Schweden       | 54,2     |
| 4     | Rosemary Stirling    | Großbritannien | 54,3     |
| 5     | Krystyna Hryniewicka | Polen          | 54,7     |
| 6     | Éliane Jacq          | Frankreich     | 54,7     |
| 7     | Uschi Meyer          | Schweiz        | 54,9     |
| 8     | Olga Klein           | Sowjetunion    | 56,3     |

## Finale

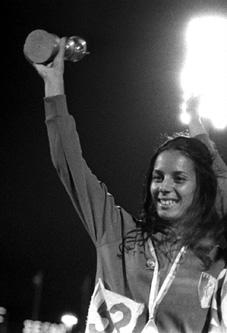
Vizeeuropameisterin Colette Besson, Olympiasiegerin von 1968 und eigentliche Favoritin dieses Rennens, lief Weltrekord und wurde dennoch geschlagen

18. September 1969, 20.20 Uhr
| Platz | Name              | Nation         | Offizielle Zeit (s) handgestoppt | Inoffizielle Zeit (s) elektronisch |
| 1     | Nicole Duclos     | Frankreich     | 51,7 WR                          | 51,77                              |
| 2     | Colette Besson    | Frankreich     | 51,7 WR                          | 51,79                              |
| 3     | Maria Sykora      | Österreich     | 53,0 NR                          | k. A.                              |
| 4     | Hannelore Middeke | DDR            | 53,1 DR                          | k. A.                              |
| 5     | Karin Lundgren    | Schweden       | 53,4000                          | k. A.                              |
| 6     | Donata Govoni     | Italien        | 53,6000                          | k. A.                              |
| 7     | Janet Simpson     | Großbritannien | 53,8000                          | k. A.                              |
| 8     | Rosemary Stirling | Großbritannien | 54,6000                          | k. A.                              |

## Videolinks
- EUROPEAN ATHLETICS 1969 ATHENS 400 women DUCLOS, youtube.com, abgerufen am 24. Juli 2022
- EUROPEAN ATHLETICS 1969 ATHENS 400 women DUCLOS, youtube.com, abgerufen am 24. Juli 2022
- European Athletics Finals (1969), Bereich: 1:29 min bis 1:42 min, youtube.com, abgerufen am 24. Juli 2022